# Ralph Peckover
Ralph Peckover ( n. 1955 ) es un botánico sudafricano.

## Algunas publicaciones
- 1994. Ceropegia stentiae. Asklepios 63

- La abreviatura «Peckover» se emplea para indicar a Ralph Peckover como autoridad en la descripción y clasificación científica de los vegetales.[1]